# قاشقاي (عباس الشرقي)
قاشقاي (بالفارسية: قاشقای) هي منطقة سكنية تقع في إيران في قسم عباس الشرقي الريفي. يقدر عدد سكانها بـ 86 نسمة .